# Јулска завјера
Јулска завјера је био неуспјешан покушај Клауса фон Штауфенберга и осталих завјереника да 20. јула 1944. године убију Адолфа Хитлера, у његовој Вучјој јами близу Растенбурга у Источној Пруској. Операција Валкира која се првобитно односила на дио завјере, постала је повезана са цијелим догађајем. Очигледна сврха покушаја атентата била је преузимање политичке контроле над Њемачком и њеним оружаним снагама од Нацистичке партије (укључујући и СС) и постизање мира са Савезницима што је прије могуће. Основна жеља многих укључених високих официра Вермахта очигледно је била да покажу свијету да нису сви Нијемци били попут Хитлера и Нацистичке партије. Детаљи о мировним иницијативама завјереника још увијек нису познати, али би вјероватно укључили захтјеве за валидацију широко распрострањених њемачких територијалних анексија у Европи.
Јулска завјера је била кулминација покушаја Њемачког покрета отпора да збаци нацистичку владу. Неуспјели атентат и војни државни удар који је требало да услиједи, довели су до хапшења најмање 7.000 људи од старне Гестапоа, од којих је 4.980 убијено.

## Позадина
Од 1938. постојале су групе које су планирале неки вид свргавања унутар Немачке армије и у Немачкој војној обавештајној организацији. Ране вође ових завера били су генерал-мајор Ханс Остер, генерал-пуковник Лудвиг Бек и фелдмаршал Ервин фон Вицлебен. Остер је био заменик начелника војнообавештајне службе. Бек је био бивши начелник штаба Врховне команде немачке војске (OKH). Фон Вицлебен је био бивши командант немачке 1. армије и бивши врховни командант Немачке армијске команде на Западу. Они су ускоро успоставили контакте са неколико истакнутих цивила, укључујући Карла Герделера, бившег градоначелника Лајпцига, и Хелмута Џејмса фон Молтка, праунука Молтка старијег, хероја Француско-пруског рата.
Групе војних завереника размењивале су идеје са цивилним, политичким и интелектуалним групама отпора у кружоку Крејзау (који се састајао на имању фон Молтка у Крејзау) и у другим тајним круговима. Молтке је био против убиства Хитлера; уместо тога, хтео је да му се суди. Молтке је рекао, „сви смо ми аматери и само бисмо то забрљали”. Молтке је такође веровао да би убиство Хитлера било лицемерно: Хитлер и национални-социјализам претворили су неправду у систем, нешто што би отпор требало да избегне.
Планови за рушење и спречавање Хитлера у покретању новог светског рата развијени су током 1938. и 1939. године, али су прекинути због неодлучности армијског генерала Франца Халдера и фелдмаршала Волтера фон Браухича и неуспеха западних сила да се супротставе Хитлеровој агресији до 1939.
Године 1942. формирана је нова конспиративна група коју је предводио пуковник Хенинг фон Тресков, члан штаба фелдмаршала Федора фон Бока, који је командовао Армијском групом Центар у Операцији Барбароса. Тресков је систематски регрутовао опозиционаре у особље групе, што га је учинило нервним центром отпора војске. Мало се могло учинити против Хитлера, јер је био под строгом стражом, а нико од завереника није му се могао довољно приближити.
Током 1942. године, Остер и Тресков су ипак успели да обнове ефикасну мрежу отпора. Њихов најважнији регрут био је генерал Фридрих Олбрихт, шеф седишта Генералштаба у Бендлерблоку у централном Берлину, који је контролисао независни систем комуникације за резервне јединице широм Немачке. Повезивањем овог преимућства са Тресковом групом отпора у Армијској групи центар створен је одржив апарат за државни удар.
Крајем 1942, Тресков и Олбрајт формулисали су план за атентат на Хитлера и његово свргавање током Хитлерове посете седишту Армијске групе центар у Смоленску у марту 1943. постављањем бомбе на његов авион (Операција Искра). Бомба није успела да експлодира, а други покушај недељу дана касније са Хитлером на изложби заробљеног совјетског наоружања у Берлину такође није успео. Ови неуспеси су деморалисали заверенике. Током 1943. Тресков је безуспешно покушао да ангажује високе командире војске као што су фелдмаршал Ерих фон Манштајн и фелдмаршал Герд фон Рундштет, да подрже преузимање власти. Тресков је посебно радио на свом главнокомандујућем Армијске групе центар, фелдмаршалу Гинтеру фон Клугу, како би га убедио да крене против Хитлера и повремено је успевао да добије његову сагласност, да би у последњем тренутку нашао на неодлучног. Међутим, упркос њиховом одбијању, нико од фелдмаршала није пријавио своје велеиздајничке активности Гестапу или Хитлеру.